# ريكي تشارلز
ريكي تشارلز (بالإنجليزية: Ricky Charles)‏ (مواليد 16 يونيو 1975) لاعب كرة قدم غرينادي دولي يجيد اللعب في خط الوسط . يلعب حاليا لصالح نادي كوينز بارك رينجرز سانت جورجز الغرينادي منذ 2009 .

## روابط خارجية
- ريكي تشارلز على موقع الاتحاد الدولي (مؤرشف)  (الإنجليزية)
- ريكي تشارلز على موقع قاعدة بيانات كرة القدم.إي يو (الإنجليزية)
- ريكي تشارلز على موقع ناشيونال فوتبول تيمز (الإنجليزية)
- ريكي تشارلز على موقع Soccerway.com (الإنجليزية)
- ريكي تشارلز على موقع كووورة